# Dennis Edward Groh
Dennis Edward Groh (* 9. August 1939 in Chicago; † 22. April 2023 in Lansing, Michigan) war ein US-amerikanischer Christlicher Archäologe.

## Leben
Er erwarb den B.A. an der Illinois Wesleyan University (1961), den B.D. am Garrett Theological Seminary (1965) und den Ph.D. an der Northwestern University (1970). Er lehrte als Professor für Geschichte des Christentums am Garrett-Evangelical Theological Seminary (1968–1996) und Professor für Geisteswissenschaften und Archäologie an der Illinois Wesleyan University (1996–2006).

## Schriften (Auswahl)
- mit Samuel Laeuchli: Mithraism in Ostia. Mystery religion and Christianity in the ancient port of Rome. Evanston 1967, OCLC 31127893.
- Christian community in the writings of Tertullian. An inquiry into the nature and problems of community in North African Christianity. Ann Arbor 1976, OCLC 2044385.
- mit Robert C. Gregg: Early arianism – a view of salvation. Philadelphia 1981, ISBN 0-8006-0576-4.
- als Herausgeber mit Robert Jewett: The living text. Essays in honor of Ernest W. Saunders. Lanham 1985, ISBN 0-8191-4585-8.
- mit James F. Strange und Thomas R. W. Longstaff: Excavations at Sepphoris. University of South Florida probes in the citadel and villa. Leiden 2006, ISBN 90-04-12626-0.